# Elaeoselinum foetidum
Elaeoselinum foetidum – багаторічна рослина родини окружкових.

## Опис
Багаторічна трав'яниста рослина із сильним специфічним запахом. Корінь до 10 см завширшки. Стебла до 2 м заввишки, при основі вкриті волокнистими залишками старого листя. Прикореневе листя пірчасто-розсічене з волосками, рясно розгалужені або нерозгалужені, рідко голі. Плоди від 8–9 до 12–15 мм завдовжки та від 5–5,5 до 8–11 мм завширшки, жовтувато-коричневі. Цвіте з травня по червень; плодоносить у липні.

## Поширення
Південний захід Піренейського півострова, Південно-Західна Африка. Населяє ліси, складені із сосен, коркових дубів і чагарників. Зростає на кислих ґрунтах на висоті до 600 м над рівнем моря.